# Механізм Кланна

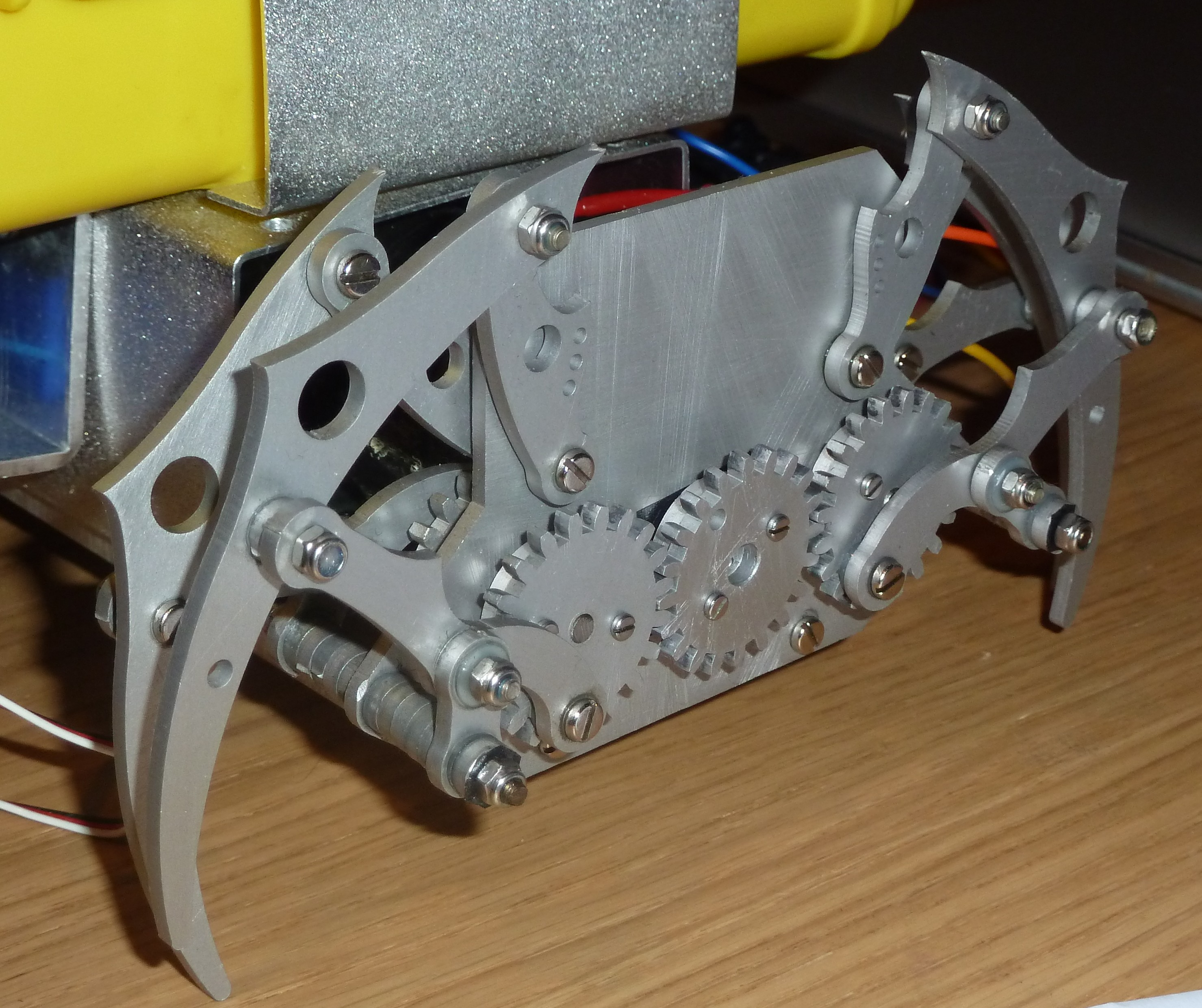
Підводний крокувальний робот, що використовує механізм Кланна

Механі́зм Кла́нна (англ. Klann linkage) — плаский механізм, що імітує ходу тварин і здатний слугувати заміною колеса.

## Конструкція і принцип роботи
Механізм складається з обертової ланки, кривошипа, двох шатунів і двох зчіпок. Всі ланки сполучені циліндричними шарнірами.
Пропорції кожної з ланок механізму визначаються з необхідності наближення до лінійного характеру руху «ніжки». За перші півоберта кривошипа «ніжка» переміщається наближено лінійно, а за решту півоберта вона піднімається на задану висоту перш ніж повернутися в початкове положення, і цикл почнеться знову. Два такі механізми, з'єднані разом через кривошипи, і зміщені один стосовно одного за фазою на пів-циклу, дозволяють корпусу машини переміщатися паралельно до земної поверхні.
Механізм Кланна має багато переваг крокувального механізму, і позбавлений, у той же час, деяких властивих їм обмежень. Він може переступати через бордюри, підійматися сходами, які недоступні для колісних рушіїв, і в той же час цей механізм не потребує управління його двигунами з боку мікропроцесорів, причому кількість цих двигунів може бути зменшено порівняно з іншими видами техніки, призначеної для виконання аналогічних функцій.
За своєю класифікацією цей механізм займає позицію між крокувальними пристроями і колісними машинами з керованими осями.

## Ілюстрації

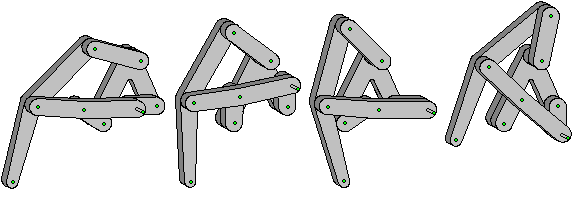
Цей рисунок демонструє механізм Кланна у різних положеннях: повністю витягнута «ніжка», середина кроку, повністю увібрана «ніжка» та піднята «ніжка». Кривошип (на першому малюнку зліва є ланкою крайньою справа) перебуває у чотирьох положеннях 0, 90, 180 і 270 градусів

Анімоване зображення руху «ніг». Найближчі до глядача «ноги» окреслені блакитним кольором

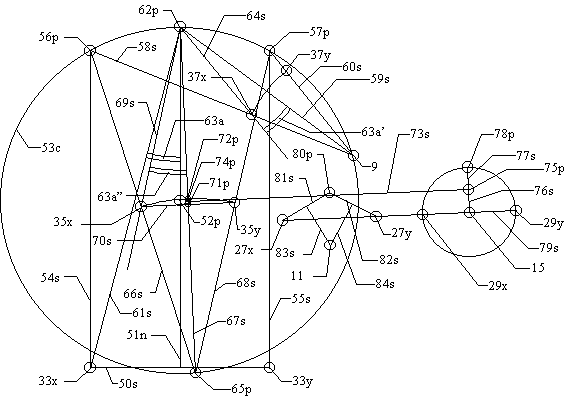
Процедура геометричного визначення положень кожної з ніг, потребує аналізу 6 змінних, як це описано в патентах США, наведених нижче

## Історія
Перший у світі крокувальний механізм виготовив Пафнутій Чебишов на основі свого механізму, що перетворює обертовий рух у прямолінійний. Цей крокувальний механізм Чебишова мав великий успіх на Всесвітній виставці в Парижі у 1878 році.
Механізм Кланна було розроблено Джо Кланном (англ. Joe Klann) у 1994 році як додаток до теорії Бурместера, що використовується при розрахунках двошатунних чотириланкових механізмів. Він класифікується як кінематичний ланцюг Стефенсона III типу.
- U.S. Provisional Application Ser. No. 60/074,425, was filed on Feb. 11, 1998
- US Patent 6,260,862[3], issued July 17, 2001
- US Patent 6,364,040[4], issued April 2, 2002
- US Patent 6,478,314[5], issued November 12, 2002